# NTN能登製作所
株式会社NTN能登製作所（エヌティーエヌのとせいさくしょ、NTN NOTO CORPORATION）は、「NTN」の産業機械用軸受を生産する企業である。

## 概要
産業機械用軸受は、これまで国内では三重県・桑名地区にて生産していたが、石川県・能登地区においても生産を開始し、リスク分散と同時に生産能力の増強を図るために設立した。これは、設立以前に能登地区に旋削加工の前工程にあたる鍛造や熱処理を行う企業があり、また、NTNのグループ企業である2007年設立の（株）NTN羽咋製作所、2008年設立の（株）NTN宝達志水製作所、2009年設立の（株）NTN志賀製作所があり、リスク分散と同時に大形軸受の生産体制を強化してきた。同地区で、前工程から完成品までの一貫生産体制を確立し、生産リードタイム短縮やコスト削減など、競争力強化を図っている。

## 沿革
- 2010年12月 - 石川県羽咋郡志賀町に株式会社NTN能登製作所設立
- 2012年3月 - 生産開始
- 2017年7月 - 熱処理工場竣工

## 歴代社長
- 2010年12月 - 出口重昭
- 2016年4月 - 山﨑貴史
- 2018年4月 - 中島淑岳
- 2021年4月 - 山崎晴久